# Marguerite Patouillet
Pour les articles homonymes, voir Patouillet.
Marguerite Patouillet, née à Paris le 13 juin 1899 et morte le 8 mai 1950 dans cette même ville, est une athlète française.

## Biographie

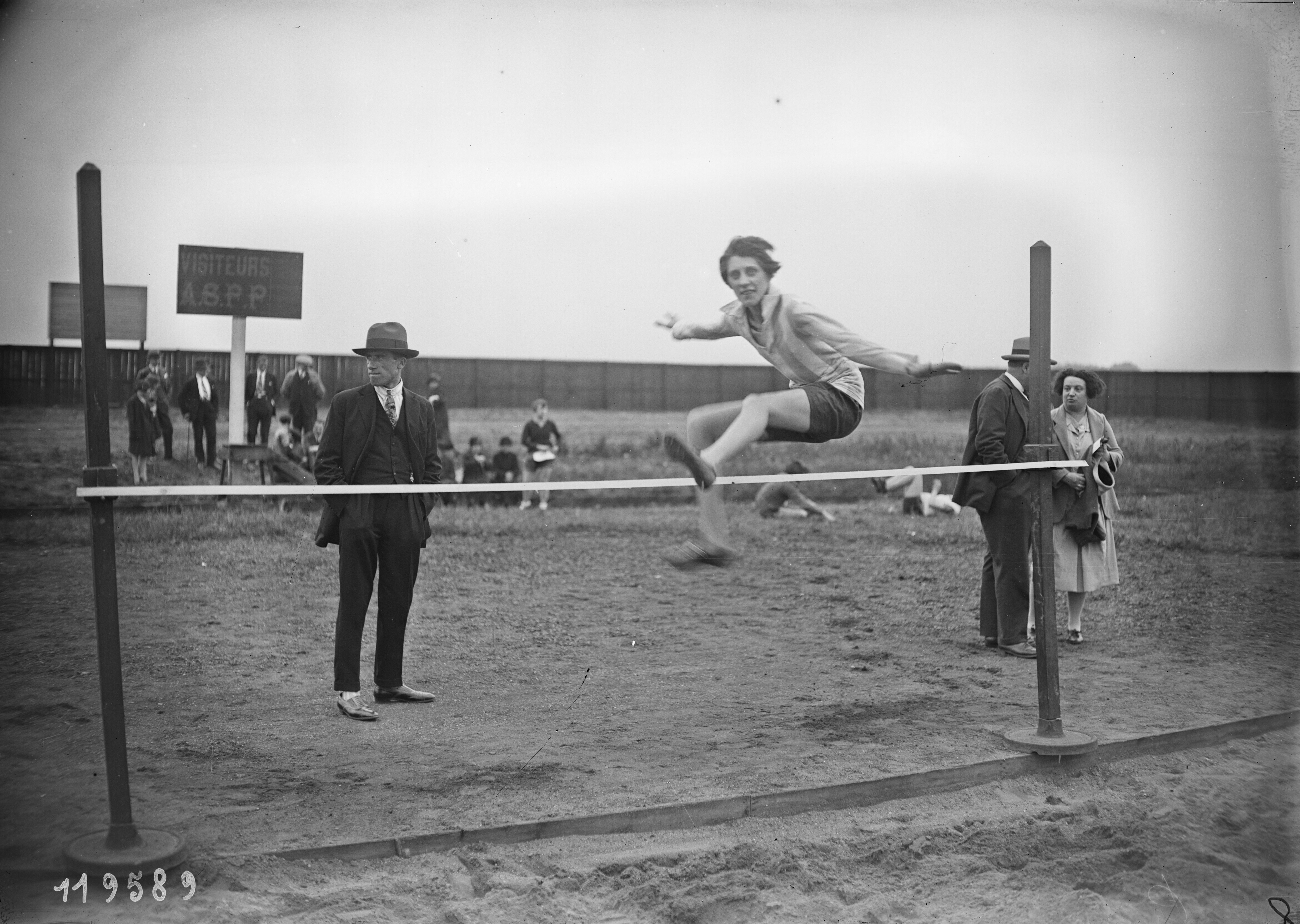
Marguerite Patouillet sautant en hauteur en 1927.

Marguerite Madeleine Patouillet est la fille de Edmond Louis Patouillet, boucher, et de Camille Rosa Louet, giletière.
Elle remporte deux titres nationaux aux Championnats de France d'athlétisme 1924 sur les saut en hauteur et longueur.
L'année suivante, elle s'impose de nouveau sur le saut en hauteur et s'octroie le saut en longueur sans élan.
Célibataire, elle est morte à son domicile parisien de la Rue des Dardanelles à l'âge de 50 ans. 

## Record de France
- hauteur : 1,45 m (14 juillet 1924)
- hauteur : 1,47 m (7 juin 1925)
- hauteur : 1,50 m (2 août 1925, tombé en août 1926)